# Deinopa lodeber
Deinopa lodeber là một loài bướm đêm trong họ Erebidae.